# Tabaré Viera
Tabaré Viera Duarte (Rivera, 7 de abril de 1955) es un funcionario y político uruguayo, perteneciente al sector Batllistas del Partido Colorado. Es electo como Senador de Uruguay para la L Legislatura. 

## Trayectoria
Comenzó su militancia política a los 16 años en la Juventud Batllista del Partido Colorado. En las elecciones internas de Uruguay de 1982 fue elegido en Rivera convencional departamental y nacional.
En las elecciones generales de Uruguay de 1984 apoyando al doctor Altivo Esteves a la Intendencia de Rivera y a Julio María Sanguinetti a la presidencia de la República, a los 29 años de edad, resultó elegido por primera vez diputado nacional por el departamento de Rivera, cargo que desempeñó del 15 de febrero de 1985 al 15 de febrero de 1990. En las elecciones generales de Uruguay de 1989 no logró reelegirse diputado.
En el período de gobierno de Luis Alberto Lacalle integró el directorio del ente Obras Sanitarias del Estado (OSE) de 1990 a 1994, en representación del Partido Colorado.
Tras el fallecimiento del Altivo Esteves, principal líder del Foro Batllista del departamento de Rivera, Tabaré Viera se torna el referente del sector y se postula por primera vez a la Intendencia de Rivera en las elecciones generales de Uruguay de 1994. Su partido resulta triunfador en el departamento, pero su sector pierde ante Walter Riesgo, que en ese entonces pertenecía a la Cruzada 94 cuyo líder era Pablo Millor.
En el segundo gobierno de Julio María Sanguinetti, ocupó el cargo de Vicepresidente de la Administración Nacional de Telecomunicaciones (ANTEL) entre 1995 y julio de 1998, y tras la renuncia de Ricardo Lombardo para disputar la precandidatura presidencial en las elecciones internas del Foro Batllista de 1998, asumió la presidencia del referido ente hasta el mes de febrero del año 2000. En el ejercicio de esa presidencia se construyó buena parte de la Torre de las Telecomunicaciones de ANTEL.
Al ser candidato por segunda vez a la Intendencia de Rivera en las elecciones municipales de Uruguay de 2000 resultó elegido intendente para el período 2000-2005.
Gestiona en ese periodo la formación de una Agencia Local de Desarrollo a fin de incluir a las fuerzas vivas del Departamento en los planes de desarrollo de la región y son apoyados desde el Gobierno Local diferentes proyectos de PYMES, fundándose el primer fondo de garantías con el Banco de la República, con la finalidad de otorgar microcréditos a los ciudadanos emprendedores.[cita requerida]
En 2004 fue candidato a la Vicepresidencia de la República integrando la fórmula colorada con Guillermo Stirling. En las elecciones presidenciales de Uruguay de 2004 el Partido Colorado tuvo la peor derrota de su historia, al obtener apenas el 10,36% de los sufragios. Nunca antes había obtenido un porcentaje inferior al 30% de votos.
No obstante, se postula nuevamente a la Intendencia de Rivera en las elecciones municipales de Uruguay de 2005 obteniendo nuevamente el primer lugar para el ejecutivo departamental. Fue el único candidato del Partido Colorado a obtener una Intendencia en todo el país. Asumió su segundo mandato el 7 de julio de 2005, en una ceremonia que contó con la presencia del presidente de la República Tabaré Vázquez, en un gesto simbólico de respeto a la oposición.
Desde 2005 su nombre sonó como posible precandidato del Partido Colorado para las Elecciones internas de Uruguay de 2009; en julio de 2008, resolvió apoyar la precandidatura de Luis Hierro López.
En las internas de 2009, Viera se alzó con la mayoría de la votación colorada en su departamento, siendo el único donde la precandidatura de Luis Hierro López prevaleció por sobre la de Pedro Bordaberry. Así las cosas, el otrora poderoso Foro Batllista encaró un panorama incierto; pero Tabaré Viera, tras su excelente votación en Rivera, aspiró al Senado. De cara a las elecciones de octubre, Viera integró la lista al Senado de Propuesta Batllista, como segundo candidato detrás de José Amorín Batlle; y como primer candidato a la diputación de su sector por el departamento de Rivera, resultando electo, optando por la banca de senador.
En las elecciones presidenciales de 2014 no renovó su banca en el senado, pero nuevamente fue elegido diputado por Rivera, asumiendo el 15 de febrero de 2015.
En junio de 2015 crea un nuevo sector dentro del Partido Colorado denominado Espacio Abierto, conformado también por el intendente de Rivera Marne Osorio  y el diputado por Montevideo Conrado Rodríguez.
En mayo de 2018, junto a varios dirigentes del Partido Colorado (Uruguay) fueron a buscar al expresidente Julio Maria Sanguinetti y formaron el Movimiento Batllistas, apoyando la precandidatura de Sanguinetti.
En 2021, durante el mandato de Luis Lacalle Pou, Tabaré Viera asume como ministro de Turismo luego de la renuncia de Germán Cardoso. En esos meses representa a Uruguay en la 24 Asamblea General de la OMT (Organización Mundial del Turismo).
Tras una reunión en Torres del Puerto, en Pocitos, a las 18 horas, distintos dirigentes del sector Batllistas le pidieron a Viera que sea precandidato a presidente en las elecciones internas de 2024. En la reunión asistieron distintas figuras como el senador Germán Coutinho; los viceministros de Vivienda (Tabaré Hackenbruch) e Industria (Walter Verri); los diputados Marne Osorio y Omar Estévez; el intendente de Rivera, Richard Sander; el prosecretario del Senado Adrián Juri; y el director nacional de Turismo, Roque Baudean; entre otros. De la reunión se confirmó la precandidatura de Viera a la presidencia y a la renuncia de su titularidad en el Ministerio de Turismo en la temporada estival.
El lunes 11 de marzo de 2024 Viera deja el Ministerio de Turismo para dedicarse a su precandidatura a la presidencia por el Partido Colorado en las elecciones internas, en su lugar pasó a desempeñarse como ministro Eduardo Sanguinetti.
Tabaré Viera se posicionó como el cuarto precandidato colorado más votado en las elecciones internas de 2024. Después de las internas, Pedro Bordaberry anunció su postulación al Senado; Viera lo acompañó, y en los comicios de octubre ambos resultaron electos.